# Prorocentrum lima
Prorocentrum lima è una specie di alga marina unicellulare flagellata, appartenente alla divisione dei Dinoflagellati classe Dinoficee, ordine Prorocentrales, famiglia Prorocentracee.
È un'alga, come Ostreopsis ovata e Coolia monotis, che ha la caratteristica di produrre sostanze potenzialmente tossiche per la salute umana.

## Distribuzione
È una specie tipica dei climi caldi e tropicali, ma negli ultimi anni è presente anche sulle coste italiane (Toscana, Liguria), ritrovata sin dai primi anni del 2000.

## Descrizione
Il corpo cellulare è costituito da due valve, lunghezza 30-40 um, una è bombata e l'altra è dritta, un tallo che morfologicamente riprende quello del gruppo, ma è una forma, visto le comparazioni tra le specie, variabile. Comunque sono facili da identificare tra di loro: P. micans e P.scutellum e P.lima.
La specie si va a localizzare sulle alghe brune e sul substrato che costituisce il bentos, e può essere brucata dagli erbivori, o inghiottita dai molluschi.

## Tossicità
Produce le tossine acido okadaico (OA), dinophytitossina 1 (DTX-1), dinophytitossina 2 (DTX-2), prorocentrolide (PRO) e FAT (fast acting toxin) implicate nella sindrome diarroica da molluschi bivalvi (DSP). La sintomatologia comprende diarrea, nausea, vomito e dolore addominale.

## Cosa si fa per contenere il fenomeno
Con l'entrata in vigore, il 25 maggio 2010, del decreto 30 marzo 2010, attuativo del D.Lgs 116/2008, in Italia è diventato obbligatorio (art.3) effettuare monitoraggi in aree a rischio di Ostreopsis ovata e altre alghe potenzialmente tossiche (Coolia monotis, Ostreopsis ovata,ecc.).
Le Agenzie Regionali per la Protezione dell'Ambiente (ARPA) effettuano monitoraggi sulla presenza dell'alga nelle acque dei litorali nei periodi estivi, avvertendo i comuni e le ASL di competenza al superamento della soglia di 10000 unità cellulari per litro (come da "Linee guida del Ministero della Salute" della Repubblica Italiana).